# Heinrich Loewe

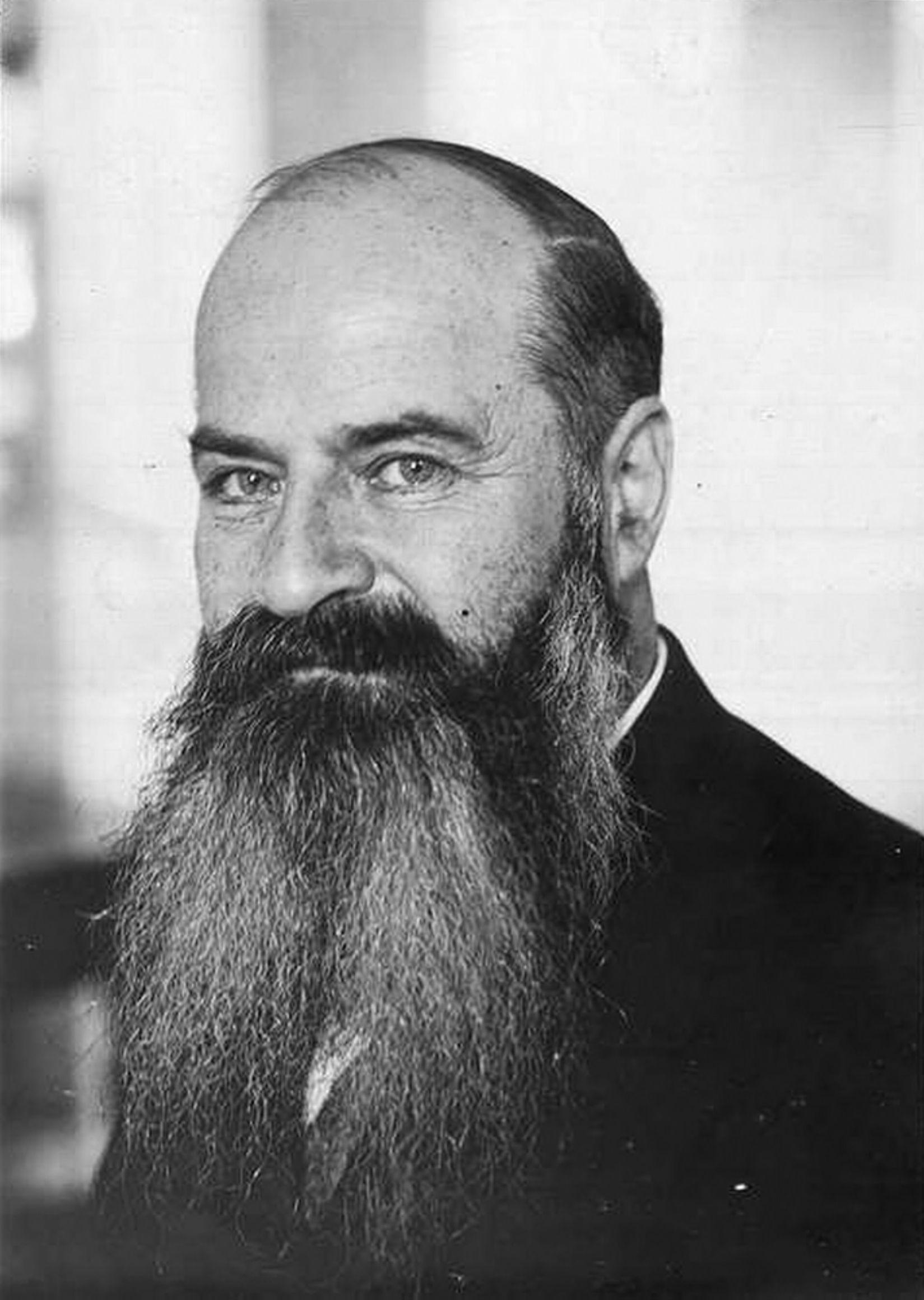
Heinrich Loewe w latach 30.

Heinrich Eljakim Loewe (ur. 11 maja 1869 r. w Wanzleben koło Magdeburga, zm. 2 sierpnia 1951 r. w Hajfie) – niemiecki i żydowski dziennikarz, publicysta, znawca folkloru żydowskiego, językoznawca, filozof, zasłużony dla bibliotekarstwa żydowskiego i polityk syjonistyczny.
Loewe wychował się w niemieckiej zasymilowanej rodzinie żydowskiej. Nie otrzymał wychowania żydowskiego. Po ukończeniu protestanckiej szkoły średniej w Magdeburgu, studiował w Uniwersytecie Berlińskim oraz w Hochschule fuer die Wissenschaft des Judentums (Wyższej szkole wiedzy o judaizmie). Założył grupę syjonistyczną znaną jako Rosyjskie Żydowskie Towarzystwo Naukowe. Jej współzałożycielami byli Żydzi spoza Niemiec, Szmaria Lewin, Josef Lurie, Nahman Syrkin i Leon Mockin. Loewe, jako jedyny z tej grupy, urodził się w Niemczech.
W 1892 r. Loewe założył Jung Israel, pierwszą grupę syjonistyczną w Niemczech. Był także jednym z założycieli Vereinigung Juedischer Studierender – organizacji, która w 1914 r. dała początek zrzeszeniu skupiającemu różne studencke organizacje syjonistyczne w Niemczech o nazwie Kartell Juedischer Verbindungen. W latach 1893–1894 redagował w Berlinie Juedische Volkszeitung, a przez kolejne dwa lata miesięcznik Syjon (od 1895 do 1896 r.).
Od 1899 r. pracował jako bibliotekarz Uniwersytetu berlińskiego. Od 1902 do 1908 był pierwszym redaktorem Juedische Rundschau, centralnego organu niemieckich syjonistów. W 1905 r. zainspirował Józefa Chasanowicza, by założyć żydowską bibliotekę narodową w Jerozolimie, pisząc notatkę na VII Kongres Syjonistyczny. W 1933 r. Loewe osiadł w Palestynie i przejął posadę bibliotekarza biblioteki miejskiej Sza'ar Syjon w Tel Awiwie. Następnie  do 1948 r. był dyrektorem Biblioteki miejskiej w Tel Awiwie.
Zmarł 2 sierpnia 1951 r. w Hajfie. Po jego śmierci jego ciało zostało przeniesione do Tel Awiwu i pochowane na cmentarzu Trumpeldor.